# Wartościowanie dzieła literackiego
Wartościowanie dzieła literackiego – etap analizy literackiej następujący po interpretacji; obejmuje nie tylko utwór traktowany jako całość, ogranicza się głównie do jego wybranych przekrojów, części.
Wartościowanie jest swego rodzaju odpowiedzią na wartość, w której wybranej części dzieła literackiego świadczy się uznanie, podziw, etc. Jednakże na początku trzeba ową wartość wydobyć ze stanu potencjalności.
Istnieje zbiór kryteriów pozwalających zidentyfikować wartość:
- rozpoznanie kategorii oraz rozważanie i analizowanie dzieła pod tym kątem
- określenie wartości swoistych dla tego rodzaju przedmiotów
- wyróżnienie wartości naczelnych oraz ustalenie ich hierarchii

Wartościowanie powinno uwzględniać odczucia twórcy, epokę, w której tworzył i środowisko, w którym powstało dzieło literackie.
Kategorie:
1. Kategorialna – dzieło jest bardziej wartościowe, im bardziej zbliża się do istoty literackiej. Trzeba posiadać większą wiedzę o dziele.
2. Idiograficzna – badanie dzieła przez wskazanie na zamierzenia autora. Jest to bardzo trudne, gdyż trzeba wiedzieć, co autor miał na myśli, tworząc. Ogromną rolę odgrywa wiedza o życiu twórcy. Nie można ufać intuicji.
3. Antropologiczna – im bardziej dzieło zwraca się ku człowiekowi i jego pytaniu o byt, tym większa i bogatsza jest wartość dzieła literackiego.